# Taxi (banda)
Taxi es un grupo musical gibraltareño de pop rock nacido en 2005 a partir de la disolución de Melón Diesel. Tras la separación del quinteto, Dylan, Danny y Dani formaron el grupo y siguieron componiendo en español, conservando un estilo muy semejante al original.

## Historia
Aunque se ha hablado mucho sobre las causas que pudieron propiciar la disolución de Melón Diesel, parece ser que la más importante fue la divergencia de opinión en lo relativo al idioma de las letras y la dirección que estaba tomando el devenir del grupo. Pese a que la noticia se presentó muy repentinamente a su público (aunque jamás existió nota de prensa oficial), parece que estas discrepancias se habían ido originando en el pasado... Poco tiempo tras la separación, Ferro, Fa y Bugeja retomaron su vida musical, presentando varias actuaciones en locales de la zona de Gibraltar bajo el nombre No Eye Dear haciendo versiones de grupos como Lynyrd Skynyrd, Thin Lizzy, The Knack, Tom Petty, Pearl Jam, Stereophonics, Travis y Jimi Hendrix entre otros. Con tiempo y paciencia, los 3 componentes fueron desarrollando su principal proyecto, que se convertiría en lo que ahora es Taxi.
El 15 de marzo de 2005 salió a la venta su álbum debut Libre por la editora SONY / ATV Music Publishing. Su producción tuvo lugar entre Sevilla y Los Ángeles, por obra de Luis Villa. Asimismo, colaboraron en él Rafa Sardina como ingeniero de sonido y los hermanos Matt y Greg Bissonette a cargo del bajo y la batería respectivamente. El primer tema que vio la luz, "En mi coche", disfrutó de un videoclip que fue grabado en la ciudad de Barcelona (España), y que fue emitido en televisión no sin cierto recelo a las críticas, ya que versaba sobre las noches de diversión entre amigos y el disfrute de la alta velocidad subidos en un Cadillac del 59. Lejos de todo ello, tanto el tema como el propio videoclip no solo se desmarcan de cualquier tipo de apología a la mezcla de drogas y conducción, sino que además enfatizan la amistad y la diversión más pura y limpia además de hacer hincapié en el uso del cinturón de seguridad. Asimismo, el desarrollo del vídeo desprende mucha simpatía.
La gran mayoría de los temas incluidos en este disco tienden especialmente a un rock rápido y potente, y desprenden gran optimismo, mensaje que al parecer el grupo quería transmitir a sus fanes tras la ruptura de Melón Diesel y su regreso como Taxi. Otros sencillos que salieron de este disco fueron "Jamás me fui" y "Tu Oportunidad".
Su segundo álbum, llamado Mil Historias fue lanzado el 26 de junio de 2006 bajo la editora DRO Atlantic y Warner Music. Entremezcla temas cercanos a la balada con otros de mayor rapidez rítmica. En esta ocasión fue el propio grupo el encargado de la producción junto con Danilo Ballo, quien ya colaboró en el disco "Real" (Melón Diesel) En propias palabras de los componentes, este fue un álbum que se tomaron con calma y sobre el que tuvieron control absoluto. No obstante, fue fruto de 7 meses de pura inspiración. Quizá este álbum pueda ser considerado como el mayor tributo de la banda a sus fanes, pues se comprometieron a usar hasta 400 fotos de estos para el diseño de la caja y el libro interior.
AQUI ESTOY fue el sencillo que vio la luz de este álbum.
Además, para mayor alegría de estos, el disco contó con 2 ediciones: una normal y otra extendida (comercialmente denominada Digipack) que incluyó un DVD-Rom que contenía un reportaje sobre la grabación del disco y la pasada gira, los videoclips "En mi coche" y "Jamás me fui" del disco anterior (Libre) y una galería de fotos con el tema "Mirando atrás" (inédito y que trata sobre la ruptura de Melón Diesel).
El sonido de este disco se aleja del rock puro y duro del anterior y juega con ritmos mucho más melódicos. De hecho, el comienzo del primer tema tiene ciertas reminiscencias del sonido de grupos como U2, una de las tantas bandas que los propios componentes consideran inspiración en su música. Además, las letras parecen más que nunca enfocadas a su público y las inquietudes de estos.
Al finalizar la gira "Mil Historias", Taxi son invitados a un viaje humanitario de la mano de la ONG Gibraltareña AKIN (Association for Kids In Need) a Tanzanía para ayudar a dicha ONG con sus labores en el pueblo de Nzega y alrededores.
El nuevo álbum llamado Mirando Atrás, lanzado el 2 de septiembre de 2008, que reversionó algunos de sus grandes temas junto con otros de la época de Melón Diesel, como los famosos "Contracorriente" o "Grita". El tema que dio nombre al álbum, "Mirando Atrás", pese a no ser nuevo y haberse dado a conocer ya anteriormente (en conciertos y mediante el DVD de la versión especial del álbum previo) fue la primera vez que se incorporó oficialmente a uno de sus discos. Además, al repertorio se añadieron 2 temas inéditos: "Diez Mil Excusas", y su adaptación al castellano del tema "Better Days" del grupo escocés Gun, bajo el título "Algo Mejor".
Para la elaboración de este disco contó con la colaboración de otros artistas como Álvaro Urquijo (Los Secretos), Dani Marco (Despistaos) y Susana Alva (Efecto Mariposa). La producción corrió a cargo de Carlos Narea (encargado también de la percusión), mientras que la edición y distribución pasó a manos de Warner Music. Los músicos que participaron fueron Vicente Climent (batería), Marcelo Fuentes (bajo) y Tito Dávila (teclados). La grabación se realizó en el estudio El Cortijo (Málaga) y el mezclado llevado a cabo en Red Led (Madrid).
Pese a que no existen diferentes versiones como tales, en las tiendas de la cadena FNAC y de forma exclusiva, se adjuntó a las primeras unidades vendidas un DVD-Rom que contenía vídeos sobre la creación y grabación del disco así como de uno de sus conciertos grabado en Gibraltar durante la gira "Mil Historias". Dicho disco se produjo en cantidades muy limitadas.
Este álbum fue dedicado por la banda a su amigo, compañero y ex Road Manager ya fallecido Enrique Naranjo.
El cuarto disco de Taxi salió a la venta el 18 de mayo de 2010, bajo el nombre de Aquí y ahora, bajo la dirección del conocido productor Jesús N. Gómez, y cuyo primer sencillo es "Aunque me pidas perdón". El videoclip del tema se grabó el 15 de abril en Madrid, con la colaboración de todos los seguidores que quisieron acercarse al local donde se rodó el video. En septiembre de 2010, Taxi fue nominado a los Grammy latinos en la categoría Mejor Álbum Vocal Pop Dúo o Grupo, por Aquí y Ahora.
"Perdido en la Calle" sería el segundo sencillo extraído de este disco teniendo tal éxito que reeditan el mismo tema y cuentan con la colaboración de "Georgina" 
En 2011 el grupo realiza su primer concierto por internet, en directo, a través de la plataforma de eMe de conciertos on-live.
A finales de 2012, el grupo presenta su nuevo sencillo vía Youtube titulado "Siempre hay una estrella", que se pone a la venta en formato digital a partir del 8 de enero de 2013; Este es el primer sencillo de su nuevo álbum: Tras el horizonte, publicado el 19 de febrero de 2013 y producido de nuevo por "Carlos Narea".
En este disco cuentan con sus amigos y músicos de directos "Eduardo Jerez " (bajo) y "Juan Silva" (batería).
En julio de 2015 la banda informó vía Facebook que no tenían pensado sacar nuevo disco ni hacer ningún trabajo más por ahora, pero que no es una despedida.
En 2023, los miembros de Taxi retomaron el nombre de Melón Diesel, en principio bajo la misma alineación, aunque dejando la puerta abierta a posibles reuniones.

## Integrantes
- Dylan Ferro - Voz y teclados.
- Dani Fa - Guitarras eléctricas y acústicas, coros.
- Danny Bugeja - Guitarras eléctricas y acústicas, coros.

## Integrantes adicionales
- Juan Silva - Batería.
- Eduardo Jerez - Bajo.

## Álbumes
| Año  | Álbum             | Discográfica                |
| ---- | ----------------- | --------------------------- |
| 2005 | Libre             | SONY / ATV Music Publishing |
| 2006 | Mil Historias     | DRO Atlantic / Warner Music |
| 2008 | Mirando Atrás     | DRO Atlantic / Warner Music |
| 2010 | Aquí y ahora      | DRO Atlantic / Warner Music |
| 2013 | Tras el horizonte | DRO Atlantic / Warner Music |

## Sencillos
| Año  | Canción                                     | Álbum             |
| ---- | ------------------------------------------- | ----------------- |
| 2005 | En Mi Coche                                 | Libre             |
| 2005 | Jamás Me Fui                                | Libre             |
| 2005 | Tu Oportunidad                              | Libre             |
| 2006 | Aquí Estoy                                  | Mil Historias     |
| 2006 | Hoy                                         | Mil Historias     |
| 2008 | Quiero Un Camino                            | Mirando Atrás     |
| 2008 | Por Ti (con Susana Alva de Efecto Mariposa) | Mirando Atrás     |
| 2010 | Aunque me pidas perdón                      | Aquí y ahora      |
| 2010 | Perdido en la calle                         | Aquí y ahora      |
| 2013 | Siempre hay una estrella                    | Tras el horizonte |